# Macrotylus intermedius
Macrotylus intermedius är en insektsart som beskrevs av Van Duzee 1917. Macrotylus intermedius ingår i släktet Macrotylus och familjen ängsskinnbaggar. Inga underarter finns listade i Catalogue of Life.